# Svinto
Svinto är ett varumärke för stålull för rengöring ägt av Cederroths sedan 1947.  Idag finns flera former av deras stålull, dels portionskuddar, men även den traditionella stålullen.